# Museo Nazionale d’Arte Orientale

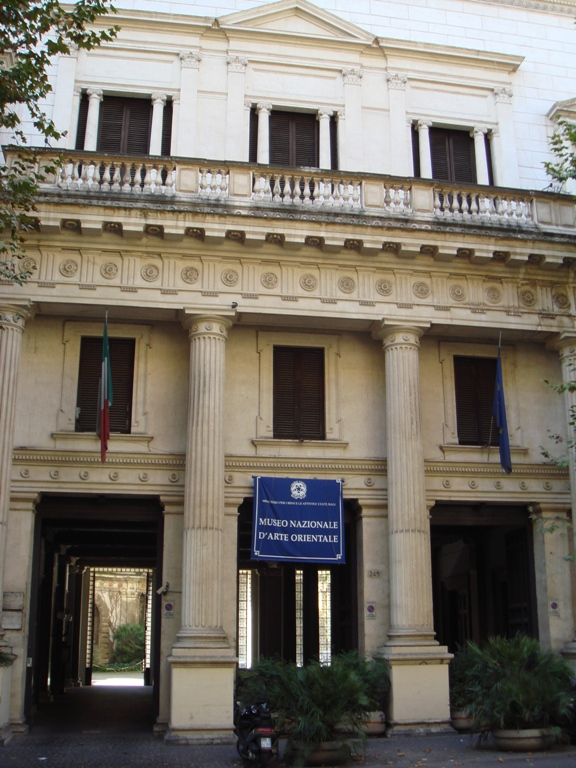
Museo Nazionale d’Arte Orientale in Rom

Das Museo Nazionale d’Arte Orientale „Giuseppe Tucci“ an der Via Merulana in Rom war ein mittlerweile geschlossenes Museum für Kunstwerke aus dem Orient vom Mittleren Osten bis nach Japan.
Das Museum wurde 1957 gegründet, von 2005 bis 2017 trug es den Namen von Giuseppe Tucci, der viele der dort ausgestellten Gegenstände auf seinen Reisen in den Jahren 1928 bis 1948 zusammentrug.
Das Museum verfügte über eine bemerkenswerte Sammlung von Artefakten aus der Gandharakultur, die aus archäologischen Missionen des Italienischen Instituts für den Mittleren und Fernen Osten stammen, die an buddhistische und prähistorische Orte im Tal des Swat, nach Barikot, nach Panr oder auch Aligrama führten. Zu nennen ist insbesondere die ausgegrabene Butkara-Stupa. Weitere Sammlungen umfassten Gegenstände aus dem Palast des Masud III. aus dem buddhistischen Schrein des Tape Sardar bei Ghazni, Afghanistan, aus der prähistorischen Stadt Schahr-e Suchte im östlichen Iran sowie aus Nepal, Tibet und Ladakh.
Die Sammlungen des Museums wurden in das Museo Nazionale Preistorico Etnografico „Luigi Pigorini“ überführt, wo sie der Öffentlichkeit wieder zugänglich gemacht werden sollen.
Seit dem Jahr 2016 ist es mit dem Museo Nazionale Preistorico Etnografico „Luigi Pigorini“, dem Museo nazionale delle arti e tradizioni popolari, und dem Museo dell’Alto Medioevo verschmolzen und im Museo delle Civiltà aufgegangen. Teilbestände sind dort z. Zt. ausgestellt.